# 艾梅琳·瓦拉德
艾梅琳·瓦拉德（Aymeline Valade；1984年10月17日—），法國超級名模。她是高級時裝品牌：Giorgio Armani、Chanel、Lanvin的代言人。艾梅琳上過VOGUE、Muse及Numero等雜誌封面，也有參與Yves Saint Laurent、Christian Dior、Versace等著名時裝及奢侈品的時裝展。艾梅琳現在在Models.com的Top 50 Women中排第9名。